# 反磁性
反磁性（はんじせい、英: diamagnetism）とは、外部磁場をかけたとき（磁石を近づけるなど）、物質が磁場の逆向きに磁化され（＝負の磁化率）、磁場とその勾配の積に比例する力が、磁石に反発する方向に生ずる磁性のことである。磁場をかけた場合にのみこの性質が現れ、反磁性体は自発磁化を示さない。反磁性は、1778年にセバールド・ユスティヌス・ブルグマンス によって発見され、その後、1845年にファラデーがその性質を「反磁性」と名づけた。
その微視的機構は、原子中の電子へ外部磁場を与えると、電子に外部磁場を打ち消す回転運動が励起され、逆向きの磁化が生じることによる。したがって反磁性は全ての物質が持つ性質である。
しかしながら、反磁性は多くの場合、強磁性や常磁性などのスピンや軌道角運動量に由来するより強い磁性に埋もれている。
したがって特に、電子対のみで構成された原子や、閉殻原子の場合には、パウリの排他律によって電子は互いのスピンを打ち消し合い、閉殻の場合はさらに軌道角運動量も相殺されるため、結果、反磁性が残り、全体で反磁性体が達成される。
なお、最も強い反磁性をもつ元素はビスマスである。
ただし、超伝導体の状態は例外的に強い反磁性を持つ（後述）。
なお、反強磁性（英: antiferromagnetism）は、反磁性とは全く違う現象である。

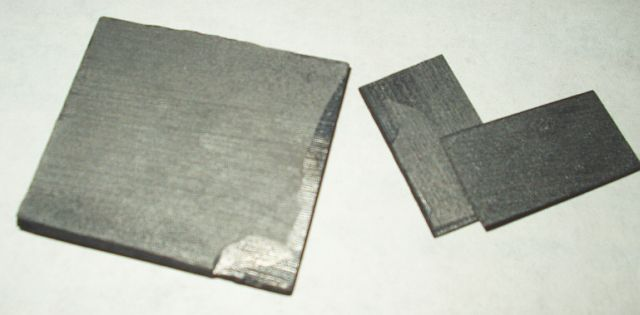
熱分解カーボンのシート

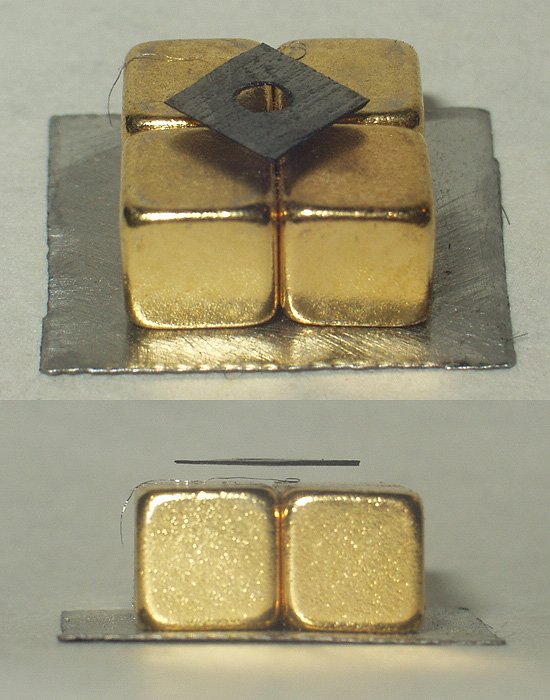
熱分解カーボンの浮上

## 歴史
1778年、ブルグマンスがビスマスとアンチモンが磁場に反発することを発見した。
1845年、ファラデーはすべての物質は本来、印加磁場に対して何らかの反磁性的な反応をすると考え、「反磁性」という用語を作った。
1895年、ジョゼフ・ラーモアは反磁性を古典的に説明した（ラーモア反磁性）。
1911年、ニールス・ボーアは古典的手法による反磁性の説明が不完全であることを証明した（ボーア＝ファン・リューエンの定理）。
1933年、マイスナーは超伝導状態の物質は、非常に強い反磁性を有することを発見した。この現象はマイスナー効果として知られている。

## 反磁性の効果

### 反発
物質の持つ反磁性による効果として、反磁性体に磁石などを近づけたとき反発する現象がある。これは、弱い二つの磁石の同極同士を近づけたときと一見似ている。しかし反磁性を持つ物質に現れる反発力は近づける磁石の極性によらないという点で異なる。
このような違いはなぜ現れるのかと言うと、反磁性という性質が、外部磁場の影響により、物質自体が周りの磁場を打ち消す方向の極性の磁石になるという性質であるからである。このようにして現れた物質の磁力は、外部磁場が存在すると言うこと自体に由来しているため外部磁場の消滅と共に消滅する。また、反磁性体に強い磁場を印加しても、その反磁性体が（強磁性体のように）自発磁化を持つことはない。

### 浮上

強磁場中で浮上する熱分解カーボン

反磁性体へ下方から非常に強い磁場をかけると、その反発力が重力に打ち勝ち、磁気浮上する。例えば実験室などで15～20T程度の磁場を発生させ物質にかけると、水を多く含んだりんごや卵、生物などを浮かせることができる。また、反磁性の強い熱分解カーボン（英: Pyrolytic carbon）やビスマスなどは、磁力の強いネオジム磁石を用いた室温実験でも十分浮上させることができる。

### モーゼ効果
水も弱い反磁性体であるため、水を入れた容器の中心に強力な磁石を入れると水が左右へと分かれる現象が生じる。この現象は1993年に発見され、旧約聖書『出エジプト記』のモーセにちなみモーゼ効果 (英: Moses Effects) とよばれている。一方、常磁性を持つ液体で同様の実験を行うと、逆に容器の中心に液体が集まるという現象を確認できる。この現象を逆モーゼ効果 (英: reverse Moses effect) とよぶ。

## 反磁性の強さ
| 物質名                | χm =(Km-1)×10-5 |
| --------------------- | --------------- |
| 熱分解炭素            | -40.90          |
| ビスマス              | -16.60          |
| 炭素 （ダイヤモンド） | -2.10           |
| 炭素 （グラファイト） | -1.60           |
| 銅                    | -1.00           |
| 鉛                    | -1.80           |
| 水銀                  | -2.90           |
| 銀                    | -2.60           |
| 水                    | -0.91           |

反磁性による力は一般的に小さいため、本来反磁性体であるはずの物質が、物理を専門としない人に非磁性であると誤解されている場合がある。例えば反磁性の性質を示す代表的な物質として水や銅、木などがある。また、石油やプラスチックのような大半の有機物も反磁性を示す。さらに水銀や金、ビスマスのように内殻電子の多い重い金属にも反磁性を示すものが少なくないが、これらは非磁性であるとみなされていることが多い。しかし普段は反磁性体と意識しないような物質についても、非常に強い外部磁場のもとではその反磁性が強くあらわれる（#反磁性の効果を参照）。なお、物質の反磁性を測定するとき、僅かな強磁性の不純物を含んでいただけで全く違う結果になることがある。これは、強磁性の効果の方が反磁性よりも桁違いに大きいからである。
反磁性体は1よりも小さい比透磁率と、0よりも小さい磁化率を有する。よって磁場に反発するが、反磁性は非常に弱い性質のため、日々の生活で確認することはできない。例えば、水の磁化率はχv = −9.05×10−6である。最も強い反磁性を有する物質はビスマスであり、その磁化率はχv = −1.66×10−4である。また、熱分解グラファイト（熱分解黒鉛、英: Pyrolytic graphite）は一次元的なχv = −4.00×10−4という磁化率を有するという報告がある。しかしこれらの強い反磁性体においても、その磁化率は常磁性体や強磁性体の磁化率に比較すると非常に小さいオーダーである。

## 超伝導体の完全反磁性
例外的に強い反磁性を持つのが超伝導体で（磁化率が χv  = −1）、その性質は完全反磁性（マイスナー効果）と呼ばれ、磁束が物質内部へ侵入できない。したがって、外部磁場を与えると、内部で打ち消され、強い反発力を生ずる（磁石の上に置くと磁気浮上する）。
超伝導体は第一種超伝導体と第二種超伝導体に分類される。
- 第一種超伝導体の内部には完全に磁束が侵入できない。
- 第二種超伝導体は、単一磁束が侵入し貫通する。第一種超伝導体と同様に強力な磁石の上に置くと浮上し、更に第二種超伝導体のピン止め効果によって静止力が生じる。

## 反磁性の原因
反磁性の起源を古典的に説明すると、物質に磁場を加えたとき、その電磁誘導によって物質中の荷電粒子（実質的には電子）に円運動が誘発され、一種の永久電流が流れ続ける。この電流は、磁場が弱くなる方向へ磁場と磁場勾配に比例した力（ローレンツ力）を生じるとともに、レンツの法則に従い外部の磁場を打ち消す方向に磁場を生み出す。この円運動の挙動はジョゼフ・ラーモアによって1895年に研究され、さらにポール・ランジュバンによって定式化されたので、これをラーモア反磁性、もしくはランジュバンの反磁性という。これは誰もまだ原子がどのように構成されているかを知らない時代であったにもかかわらず、反磁性の性質や発生する力の大きさを良く説明し、実験との一致はすばらしいものがあった。
この古典的な説明は、すべての導体が実質的に反磁性を示すことからも推測できる。変化する磁場に置かれた導体には、電磁誘導によって自由電子に円運動が起こり（誘導電流）、この電流によって磁場の変化とは反対向きの誘導磁場が生じるとともに、磁場と磁場勾配に比例した力（ローレンツ力）を生じ、導体の運動や磁場の変化に抵抗する力になる。この現象は物質の反磁性と良く似ている。
ラーモアらの理論から計算すれば、すべての物質は電子を持つのでその磁性には多かれ少なかれ反磁性の寄与があり、ほとんどのものは磁化率にして10-5程度のオーダーしかない極めて小さいものであることがわかる。
このように、反磁性は古典的な範囲で説明されたかのように思われていたが、ニールス・ボーアは古典力学で計算すると熱平衡の状態で磁性がゼロになることを1911年に見いだした（ボーア＝ファン・リューエンの定理）。このため、反磁性の説明は量子力学に取って代わられたが、量子力学から厳密に導かれた結果はラーモアらの理論と正確に一致していた。量子力学によれば、不対電子が存在しない物質は弱い反磁性となり、不対電子によるスピンが存在する物質は常磁性や強磁性などの性質が顕著になる。
なお、金属中の自由電子については量子論的な取り扱いによる定式化がレフ・ランダウによってなされている。そのため、金属の電子による反磁性は、ランダウ反磁性とよばれている。

### 反磁性磁場配向
ベンゼン環の面に対して垂直に磁場をかけると、レンツの法則によって磁場を打ち消そうとベンゼン環に沿って電流が流れる。これにより、ベンゼン環などを含む有機物では、他の物質よりも大きな反磁性が発生することがある。
更にグラファイトのようなベンゼン環の集まりの物体には、磁場に対してねじれ力が働く。これが反磁性磁場配向である。実際には、反磁性磁場配向を観測するには、強力な磁場が必要である。